# 이상수 (1989년)
이상수(1989년 3월 11일 ~ )는 대한민국의 축구 선수로, 포지션은 공격수이다.